# Akustische Rückkopplung
Als akustische Rückkopplung oder Feedback bezeichnet man einen Audio-Effekt, der dadurch zustande kommt, dass ein Schallempfänger (z. B. ein Mikrofon) sein eigenes verstärktes Ausgangssignal, das über beispielsweise einen Lautsprecher wiedergegeben wird, erneut aufnimmt. Das erneut empfangene Signal wird immerfort nochmals verstärkt und wiedergegeben. Die Anordnung bildet dabei einen Oszillator. Die bekannteste Folge ist ein charakteristisches, meist als schrill empfundenes Pfeifen. Im eigentlichen Sinne ist die Rückkopplung nur die Ursache, die die Oszillation ermöglicht. Im weiteren Sinne wird aber auch der Klangeffekt selbst bzw. ein Auftreten einer Oszillation als Rückkopplung bezeichnet. Eine Rückkopplung kann unerwünscht sein oder auch als Mittel zur Klangbildung ein erwünschter Effekt sein.

## Allgemeines
Die Rückkopplung wird durch das 1921 vom deutschen Physiker Heinrich Georg Barkhausen entdeckte Barkhausensche Stabilitätskriterium beschrieben. Es handelt sich um eine mathematische Bedingung, wonach ein linearer elektronischer Kreis zu oszillieren beginnt. Es beruht auf seiner Formel der Selbsterregung des Systems Schallaufnehmer – Verstärker – Lautsprecher. Das Signal vom Lautsprecher wird zum Eingangssignal am Mikrofon (bzw. eines anderen als Schallwandler fungierenden Geräts wie beispielsweise einer E-Gitarre) und somit wieder und wieder verstärkt. Feedback galt lange Zeit neben Verzerrung als unbedingt zu vermeidender Störeffekt bei Musikaufnahmen in Tonstudios. Insbesondere bei aufkommenden Live-Konzerten ab 1962 war dieses Feedback ebenfalls ein unerwünschter Störeffekt, meist durch den hohen Lautstärke-Pegel der Verstärker hervorgerufen. In Tonstudios wurde durch Platzierung der Tonquellen oder Einsatz von Schallabsorptionsvorrichtungen dafür gesorgt, dass Direktschall vermieden und dieser Störeffekt unterbunden wurde. Bei Gesangsmikrofonen ist der Effekt in aller Regel unerwünscht. Man vermeidet ihn durch die Richtcharakteristik der Mikrofone und der Lautsprecher sowie deren Ausrichtung, siehe Monitorbox. Weiterhin sollen die Mikrofone möglichst nahe bei der Schallquelle positioniert sein, um die Verstärkung gering halten zu können. Unbenutzte Mikrofone werden abgeschaltet oder heruntergeregelt. Bei unzureichender Positionierung von Mikrofon und Lautsprechern ist das Stabilitätskriterium erfüllt; ein theoretisch notwendiges Anstoßen der Schwingung ist praktisch nicht zu verhindern, da selbst das Grundrauschen der Elektronik und der Luft, und sei es noch so gering, dazu ausreicht.
Bei Rückkopplungen vom Lautsprecher zum Mikrofon hängt die Frequenz der sich aufbauenden Schwingung im Wesentlichen von den Resonanzeigenschaften des Raums ab, in dem die Schallwandler aufgestellt sind, und ist somit schwierig zu kontrollieren. Anders verhält es sich bei Rückkopplungen, deren Signalweg durch ein Musikinstrument führt – typisches Beispiel ist der Weg über die E-Gitarre. Hierbei hängt die Frequenz im Wesentlichen von den Resonanzeigenschaften des Instruments ab, die vom Spieler gut beeinflusst werden können – bei der E-Gitarre beispielsweise durch Greifen und Ändern des Abstands zum Lautsprecher; dadurch hat sich die Rückkopplung zu einem gewollt eingesetzten musikalischen Effekt entwickelt, der im Folgenden beschrieben wird. Die technischen Grundlagen hingegen werden im Artikel Rückkopplung unter Tontechnik näher erläutert.

## Rückkopplung in der Rockmusik

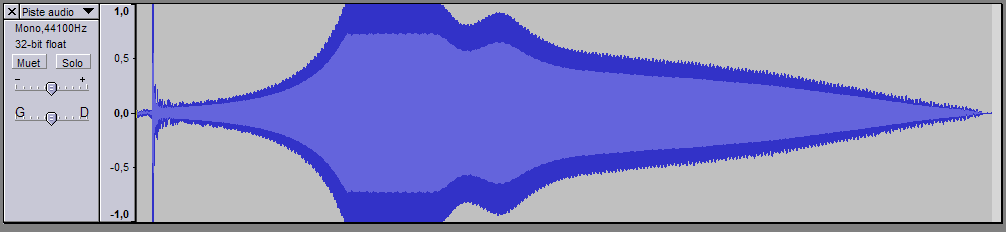
Graphische Darstellung des Audiosignals eines Feedbacks; gut zu erkennen ist die anfängliche exponentielle Steigerung des Signalpegels bis zur Übersteuerung. Im Anschluss wird die Verstärkung so weit zurückgenommen, dass die Schwingung gedämpft ist, also abklingt; schließlich wird das Signal ausgeblendet. miniatur|links|Anhören.

Johnny Watsons Space Guitar (Federal #12175) wurde am 1. Februar 1954 mit Hall- und Feedback-Effekten von der Gitarre aufgenommen und gilt als erste auf Schallplatte gepresste Rückkopplung. Die Beatles waren wohl die erste Rockgruppe, die Feedback bewusst als Audio-Effekt eingesetzt hat. Im Intro des Beatles-Hits I Feel Fine, aufgenommen ab 18. Oktober 1964, sind zwei Sekunden Feedback hörbar. In diesem Song benutzten sie erstmals Verstärker-Feedback. Von der Presse als „elektronischer Unfall“ bezeichnet, setzte John Lennon das Verstärker-Feedback bewusst ein. Paul McCartney spielte auf seinem E-Bass ein A, das auf Lennons Vox-AC30-Verstärker übersprang. Bei den Aufnahmen zur dritten Single Anyhow, Anywhere der Rockgruppe The Who am 13. und 14. April 1965 in den Londoner IBC Studios wurde ein Feedback im Instrumentalteil bei der Endabmischung vom Produzenten Shel Talmy überhört und gelangte auf die Single. Von Akustik-Ästhetikern verpönt, kam die Single im Mai 1965 bis auf Rang zehn der britischen Hitparade. Am 13. Oktober 1965 wurde dieser Effekt erneut von The Who bei der Aufnahme des Backing Tracks zum Hit My Generation in den IBC-Studios extensiv eingesetzt. Pete Townshends Rickenbacker-Gitarre löste mit ihrem Tonabnehmer insbesondere beim Outro die Rückkopplungseffekte aus. Dieses Outro präsentiert elektrisches Chaos mit gegen das Schlagzeug geworfenen Gegenständen und An- und Ausstellen der Tonabnehmer. Nach Veröffentlichung am 29. Oktober 1965 war die Aufregung bei Fachwelt und Publikum groß. Mit Rang zwei erreichte The Who die beste Chart-Platzierung ihrer Karriere. Das gleichnamige Album enthielt mit Out in the Street einen weiteren Song mit bewusst eingesetztem Feedback. Damit wurde The Who zum Vorbild für ein legitimes Feedback als Sounddesign in der Rockmusik, angewandt als Extended technique.
Jimi Hendrix setzte das Feedback insbesondere bei Live-Auftritten exzessiv ein und perfektionierte sogar melodieführende Rückkopplungsgeräusche. Das ist besonders erkennbar bei seiner Interpretation des Star-Spangled Banner am 18. August 1969 beim Woodstock-Festival. Je nachdem, wie sich der Gitarrist zu seinem Verstärker positioniert, ist es möglich, die Tonhöhe des Feedbacks zu beeinflussen. Seine Feedback-, Wah-Wah- und Fuzztone-geladenen Soli wurden zu seinem Markenzeichen. Ein weiteres ausgedehntes und gesteuertes Feedback brachte die von Shel Talmy produzierte Gruppe Creation bei ihrem im November 1966 erschienenen Hit Painter Man im Outro.
Das zweite Album der Band The Velvet Underground, White Light/White Heat vom Dezember 1967, fällt besonders durch den exzessiven Gebrauch von Verzerrern und Feedbacks auf. Im Juli 1975 veröffentlichte Lou Reed, Ex-Mitglied von Velvet Underground, das Doppelalbum Metal Machine Music. Es besteht nur aus Gitarrenfeedbacks und Verzerrungen und wurde als Versuch gewertet, von seinem Plattenvertrag und/oder seinem damaligen Manager (von denen er sich sowohl finanziell und als auch künstlerisch geknebelt fühlte) loszukommen. Sonic Youths kennzeichnendes Merkmal sind ab 1982 insbesondere die Gitarrenfeedbacks.
Das Erzeugen eines stehenden Tons durch Anregung von Gitarrensaiten durch den mit hoher Lautstärke arbeitenden Verstärker kann in der musikalischen Notation mit w/feedback vorgegeben werden.